# Joseph Merlot
Joseph Jules Merlot (* 14. September 1886 in Seraing, Provinz Lüttich, Belgien; † 31. Januar 1959) war ein belgischer Politiker der Belgischen Arbeiterpartei.

## Biografie
Merlot begann seine nationale politische Laufbahn als Kandidat der Belgischen Arbeiterpartei 1924 mit der erstmaligen Wahl zum Mitglied der Abgeordnetenkammer, in der er bis 1958 die Interessen des Arrondissements Lüttich vertrat.
1936 wurde er von Premierminister Paul van Zeeland zum Minister für öffentliche Arbeiten und Verringerung der Arbeitslosigkeit ernannt und nahm dieses Amt auch unter Zeelands Nachfolger Paul-Émile Janson bis Mai 1938 wahr. Zwischen Mai 1938 und Februar 1939 war er Innenminister sowie Minister für Volksgesundheit im ersten von Paul-Henri Spaak geleiteten Kabinett.
Während des Zweiten Weltkriegs war er aktiv im Widerstand gegen die deutsche Besatzungsmacht. Nachdem er 1943 von der Gestapo festgenommen wurde befand er sich bis Kriegsende im KZ Mittelbau-Dora in der Nähe von Nordhausen.
Nach dem Ende des Zweiten Weltkrieges wurde er zu einem der führenden Personen in der wallonischen Bewegung und war im Oktober 1945 Vorsitzender des Wallonischen Nationalkongresses.
Für seine politischen Verdienste erhielt er am 3. September 1945 neben mehreren anderen Politikern den Ehrentitel eines Staatsministers.
Im März 1948 war er erneut Innenminister sowie Minister für Volksgesundheit in der nur achtzehn Tage amtierenden zweiten Regierung Spaak. Anschließend war er noch von 1946 bis 1948 Haushaltsminister in der Regierung von Camille Huysmans sowie im dritten Kabinett Spaak. Zuletzt war er zwischen 1948 und 1949 in dieser Regierung Minister für Allgemeine Verwaltung und Pensionen.
Sein Sohn Jean-Joseph Merlot war nicht nur langjähriger Bürgermeister von Seraing und Abgeordneter, sondern ebenfalls Minister und für kurze Zeit Vizepremierminister.